# 三星Galaxy Note 9
三星Galaxy Note 9是由三星電子設計、開發和銷售的Android智能手機，是三星Galaxy Note系列的旗艦手機。於2018年8月9日亮相，作為 三星Galaxy Note 8的繼承者。

## 歷史
在正式發布之前，Samsung Galaxy Note 9已被洩露很多功能，包括此款手機內置的 S-Pen 特色。2018年6月27日，三星發布預告將在8月9日舉行"Unpacked"發表會，圖片為一黃色S Pen特寫照。
7月15日，一張三星電子聯席CEO高東真使用Galaxy Note 9的照片在網路流傳。
8月2日，Galaxy Note 9的盒裝照片在俄羅斯被捕獲。

## 規格

### 硬體
Samsung Galaxy Note9採用6.4英寸1440p Super AMOLED顯示螢幕，寬高比為18.5：9。前面的設計與Note8 類似，使用三星Infinity Display。
Samsung Galaxy Note9在美國、加拿大、日本、中南美洲、中國、香港和澳門用高通骁龙S845，在歐洲、南韓、臺灣用三星Exynos 9810。有128或512GB的儲存空間選項。128GB型號具有6GB RAM，而512GB具有8GB RAM。所有型號都有一個microSD卡插槽，可能最大限度地將手機存儲空間擴大到1TB的存儲空間。機身顏色有湛海藍、薰衣紫、霧金銅、午夜黑，另外雲朶銀為美國限定，初雪白為臺灣和香港限定（於11月23日公開售賣)。
Note9具有IP68防水防塵功能和USB-C連接器，支持Samsung DeX，無需底座，手機還配有3.5mm耳機插孔以及支持Dolby Atmos的AKG調諧立體聲揚聲器。
Note9通過Qi標準具有快速無線充電功能，有線充電最高支援15瓦閃電快充，電池已經從以前的三星Galaxy手機大幅升級至4000毫安時。
相機系統是雙攝像頭設置，其中一個鏡頭具有與S9+相機系統類似的雙光圈（f/1.5和f/2.4）系統，但設置是水平翻轉而不是垂直翻轉，類似於Note8的設置。
指紋傳感器已經移動到鏡頭設置下方，如同S9和S9+，而不是像Note8在鏡頭旁邊。 
Note9 將從銅管散熱改為碳纖維熱管，散熱效果更好。

#### S-pen
S-pen自Note9開始具有藍牙功能，可透過按壓其上的按鈕（分成長按、單按、連按3種方式）來進行遠端操作，例如在演示文稿中向前向後移動、遙控拍照錄影、多媒體播放暫停等功能，並通過應用程式提供第三方SDK支持；另外加入了趨近提醒功能，在螢幕關閉時S-pen如果沒有收入機身且距離過遠，將會收到警告通知，提示使用者將其收回。
S-pen有一個電池（基本上是一個超級電容器），收入手機內部時將會自動充電，三星聲稱使用30分鐘（或按鈕最多200次點擊），只需40秒的充電時間。 

### 軟體
Note9 搭載 Android 8.1 Oreo/Samsung Experience 9.5，官方最高版本可更新至Android 10 Q/OneUI 2.5。
相機軟體已得到進一步改進，現在包括智慧相機功能，以幫助識別場景。

## 外部連結
- 官方网站

| 前任者： 三星Galaxy Note 8 | 三星Galaxy Note9 2018 | 繼任者： 三星Galaxy Note 10系列 |